# Худобчёнок, Пётр Артемьевич
Пётр Артемьевич Худобчёнок (30 июня 1947, Даугавпилс — 6 марта 2024, там же) — художник, мастер объёмного лубка, жил в городе Даугавпилсе, Латвия.

## Биография
В 1966 году окончил отделение живописи Львовского художественного училища им. И. Труша.

### Творческий путь
До 1980 года работал художником в Доме культуры строителей в Гайке. С 1990 года начал работать в стиле объёмного лубка.
Создал и оформил экспозицию школьного музея палеонтологии в 10-й средней школе Даугавпилса, открытой в 2010 году.
При открытии авторской выставки 17 января 2012 года в городском музее получил из рук епископа Даугавпилсского Александра по поручению Митрополита Рижского и всея Латвии Александра медаль Латвийской православной церкви святого священномученика Иоанна архиепископа Рижского I степени за своё творчество.
Умер ночью 6 марта 2024 года после тяжёлой болезни в возрасте 76 лет. Отпевание прошло в 12:00 8 марта, в Православном кафедральном соборе святых мучеников Бориса и Глеба. Похоронен на городском Коммунальном кладбище.

## Работы
Выставлялся на выставках России, Германии, Португалии, Мальты, США, Финляндии, Польши и других странах. Первая персональная выставка состоялась в 1993 году в галерее «Ars Moderna» (Рига). Работы мастера находятся в коллекциях: экс-президента США Джорджа Буша, экс-премьер-министра Великобритании Маргарет Тэтчер, в музее Прадо, государственном музее изобразительных искусств им. А. С. Пушкина, государственном музее-заповеднике В. Д. Поленова.
- Трио, 1994 (диаметр 25 см)
- Кореша, 1995 (диаметр 25 см)
- Вокруг тумбы, 1996 (диаметр 25 см)[10]

## Отклики
В. Лиепа, доктор педагогики, доцент, искусствовед Даугавпилсского университета следующим образом охарактеризовала творчество художника:

Пётр Худобчёнок своим объёмным лубком поразил зрителей не только Даугавпилса и Риги, но и России, Франции, Португалии, Германии, США. Его работы излучают тонкий, истинно народный юмор, острое слово и мысль, в которых в гротескной юмористической форме отражается характер человека и жанровое многообразие бытовой летописи эпохи.